# Магнісія
Магні́сія (Магнесія, грец. Μαγνησία) — ном в Греції, в периферії Фессалія. Складається з материкової частини та островів Північні Споради (Скіатос, Скопелос та Алонісос). Омивається Пагасетійською затокою. Столиця ному — місто Волос.

## Давня Магнісія
Перші поселення у стародавній області Магнісія датуються VII тисячоліттям до н. е. Сама ж область отримала назву від сина бога вітру Еола — Магнуса, що жив на горі Пеліон. Гора ж ця також була батьківщиною кентаврів, народжених від Іксіона та Нефели. Найвідомішим кентавром був Хірон, який відіграв важливу роль в одруженні Пелея та Фетіди. Як відомо, під час шлюбної церемонії внаслідок суперечки через «яблуко розбрату» розпочалась Троянська війна. Крім того, подорож аргонавтів розпочиналась також із Магнісії.

## Адміністративний поділ
Магнісія в адміністративному відношенні поділяється на 24 муніципалітети та 4 комуни, які в свою чергу поділяються на 81 район, які включають міста та селища.

## Муніципалітети і комуни

Муніципалітети ному Магнісія

| Муніципалітет | YPES код | Місцева влада (якщо відрізняється) | Поштовий код | Тел. код | № на мапі |
| ------------- | -------- | ---------------------------------- | ------------ | -------- | --------- |
| Афетес        | 3708     | Неохорі                            | 370 10       | 24230-   | 8         |
| Агрія         | 3701     |                                    | 373 00       | 24280-   | 2         |
| Есонія        | 3702     | Діміні                             | 385 00       | 24210    | 3         |
| Альмірос      | 3703     |                                    | 371 00       | 24220-   | 4         |
| Алоніссос     | 3704     |                                    | 370 05       | 24240-   | 5         |
| Аргаласті     | 3706     |                                    | 370 06       | 24230-   | 6         |
| Артеміда      | 3707     | Ано-Лехонія                        | 385 00       | 24280-   | 7         |
| Ферес         | 3726     | Велестіно                          | 375 00       | 24250-   | 22        |
| Іолкос        | 3711     |                                    | 385 00       | 24210-   | 10        |
| Карла         | 3712     | Стефановікіо                       | 375 00       | 24250-   | 11        |
| Міліс         | 3715     |                                    | 370 10       | 24230-   | 12        |
| Муресі        | 3716     | Цаґарада                           | 370 12       | 24260-   | 13        |
| Неа-Анхіалос  | 3717     |                                    | 374 00       | 24280-   | 14        |
| Неа-Іонія     | 3718     |                                    | 383 & 384    | 24210    | 15        |
| Портарія      | 3719     |                                    | 370 11       | 24280-   | 16        |
| Птелеос       | 3720     |                                    | 370 07       | 24220-   | 17        |
| Сіпіада       | 3721     | Лафкос                             | 370 06       | 24230-   | 18        |
| Скіатос       | 3722     |                                    | 370 02       | 24270-   | 19        |
| Скопелос      | 3723     |                                    | 370 03       | 24240-   | 20        |
| Сурпі         | 3724     |                                    | 370 08       | 24220-   | 21        |
| Волос         | 3709     |                                    | 380-382      | 24210    | 1         |
| Загора        | 3710     |                                    | 370 01       | 24260-   | 9         |
| Комуна        | YPES код | Місцева влада (якщо відрізняється) | Поштовий код | Тел. код | № на мапі |
| Анавра        | 3705     |                                    | 350 10       | 22320-9  | 23        |
| Кераміді      | 3713     |                                    | 385 00       | 24280-7  | 24        |
| Макрініца     | 3714     |                                    | 370 11       | 24280-99 | 25        |
| Трікері       | 3725     |                                    | 370 09       | 24230-91 | 26        |